# Bandy Kiki
Bandy Kiki, született Emily Kinaka Banadzem (Jakiri, 1991. február 20.[forrás?] –) kameruni származású blogger, LMBT aktivista és vállalkozó az Egyesült Királyságban. A Kinnaka's blog megalapítója, ami nem más, mint egy magas nézettségű, angol nyelvű, kameruni weboldal hírekkel és szórakoztató tartalmakkal. Személyisége igen vitatott a politikai nézetei és aktivista tevékenysége miatt. ,,A leggyűlöltebb angolszász személynek" nevezték a kameruni közösségi médiában.

## Karrier
Karrierjét 2015-ben kezdte az Egyesült Királyságban. Naponta publikált blogjain keresztül: a Kinnaka's Blogon és a Kinnaka's TV-n. Az ő blogja a leglátogatottabb az összes angolszász kamerunié között. 2016-ban az 50 legbefolyásosabb kameruni, 40 év alatti, fiatal személyiség közé sorolta a(z) Avance Media, CELBMD Africa és ezek partnerei. A legjobb kameruni média CAMEEA-vá lett koronázva 2015-ben és megkapta a ,,Legjobb Blogger 2016" díjat a Diaspora Entertainment Awards-tól. Szószólója a Szivárvány Egyenlőség Közösség (Rainbow Equality Hub) társadalmi szervezetnek, amely az LMBT embereket támogatja Kamerunban.  2017-ben ,,Az Év legjobb Afrikai Bloggere (The Best African Blogger of the Year)" címre jelölte az AWA. Egy 2017 Májusában adott interjúban bejelentette, hogy Irène Major-ral fognak segédkezni a Melegek Afrikában Alapítványnál (Gay in Africa Foundation). Kiki 2017-ben a Humen Online magyar LMBT magazinnak adott interjút angol nyelven, ez később magyarul is megjelent a magazin V. évfolyam, 10. számában (2017. december–január).

## Viszályok és támadások
Sok kritika érte megosztó blogbejegyzése miatt a 2016–2017-es kameruni tiltakozások után. Széleskörű online zaklatás áldozatává vált, és olyan pletykákat terjesztettek róla, miszerint HIV-pozitív. Egy másik pletyka szerint a kameruni kormány ügynöke, aki a szabotálni akarja a válságot. Kiki tagadta ezeket a vádakat. További kritikák érték azért, mert leszbikus és, mert támogatja az LMBT jogokat Kamerunban. Agbor Gilbert Ebot filmproducer így fenyegetőzött: ,,Ha elkaplak Kamerunban, úgy meg foglak erőszakolni, hogy a másság leszbikus démonja el fogja, hagyni a testedet...Terveim vannak, hogy megadjam neked szépség..." (Eredeti szöveg: If I catch you for Cameroon, I go 'rape'  you well well so that di demon of lesbianism go comot for your body… I get plans to give you belle...). Többször halálfenyegetések tárgyává is vált.

## Magánélete
2017-ben bejelentette eljegyzését Beckyvel, egy 24 éves kameruni nővel, aki szintén az Egyesült Királyságban él.

## Fordítás
- Ez a szócikk részben vagy egészben  a   Bandy Kiki című angol Wikipédia-szócikk ezen változatának fordításán alapul.  Az eredeti cikk szerkesztőit annak laptörténete sorolja fel. Ez a jelzés csupán a megfogalmazás eredetét és a szerzői jogokat jelzi, nem szolgál a cikkben szereplő információk forrásmegjelöléseként.